# Мура (Тревизо)
Мура је насеље у Италији у округу Тревизо, региону Венето.
Према процени из 2011. у насељу је живело 180 становника. Насеље се налази на надморској висини од 220 м.